# Военный врач

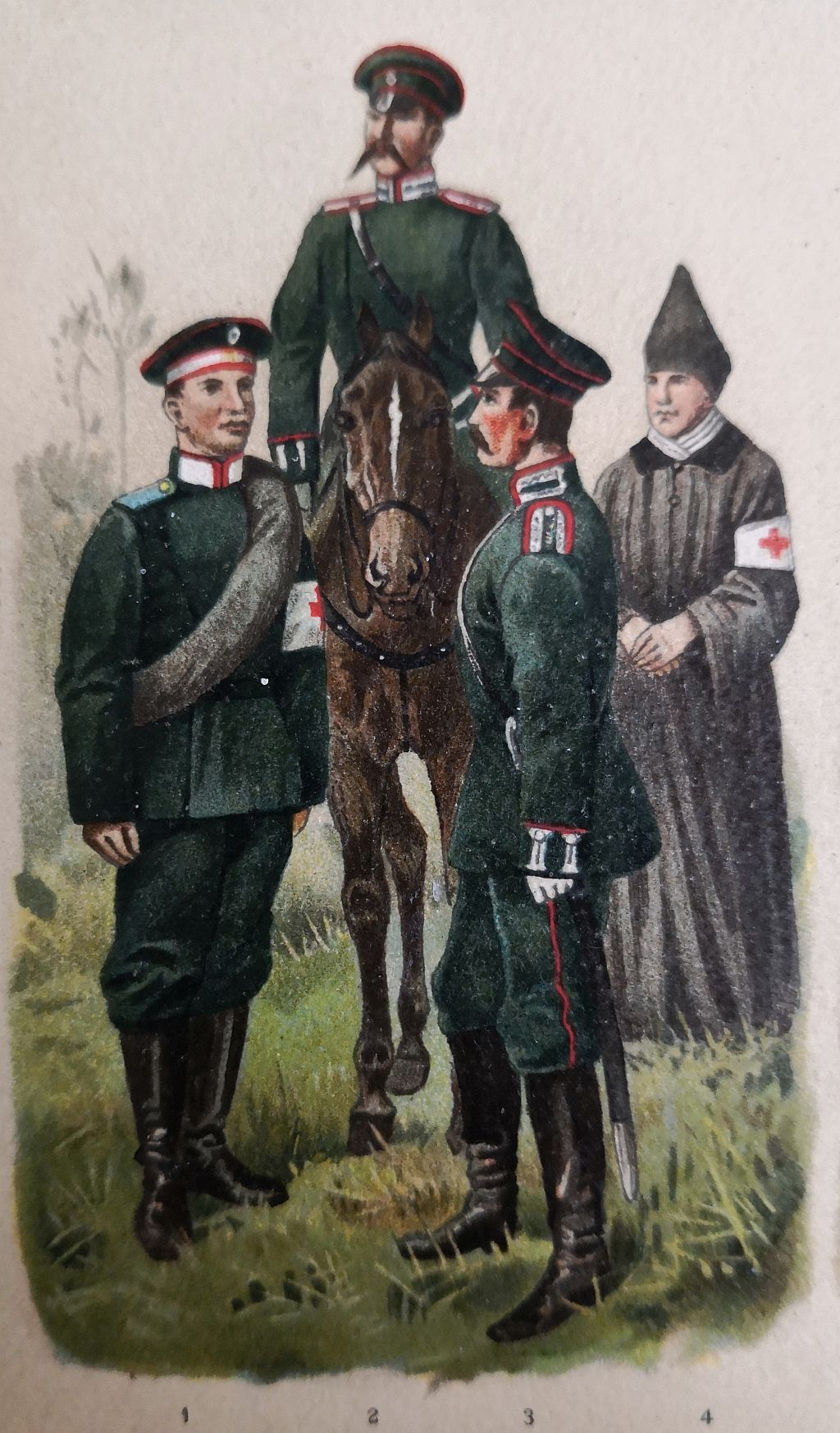
Военнослужащие медицинской службы Русской армии, 1896 год:
(1) санитар-носильщик в пехоте (форма соответствующих полков с повязкой);
(2) и (3) военные врачи (форма соответствующих полков);
(4) греко-католическая монахиня.

Вое́нный врач (также военвра́ч) — военнослужащий с высшим медицинским образованием, занимающий врачебную должность.

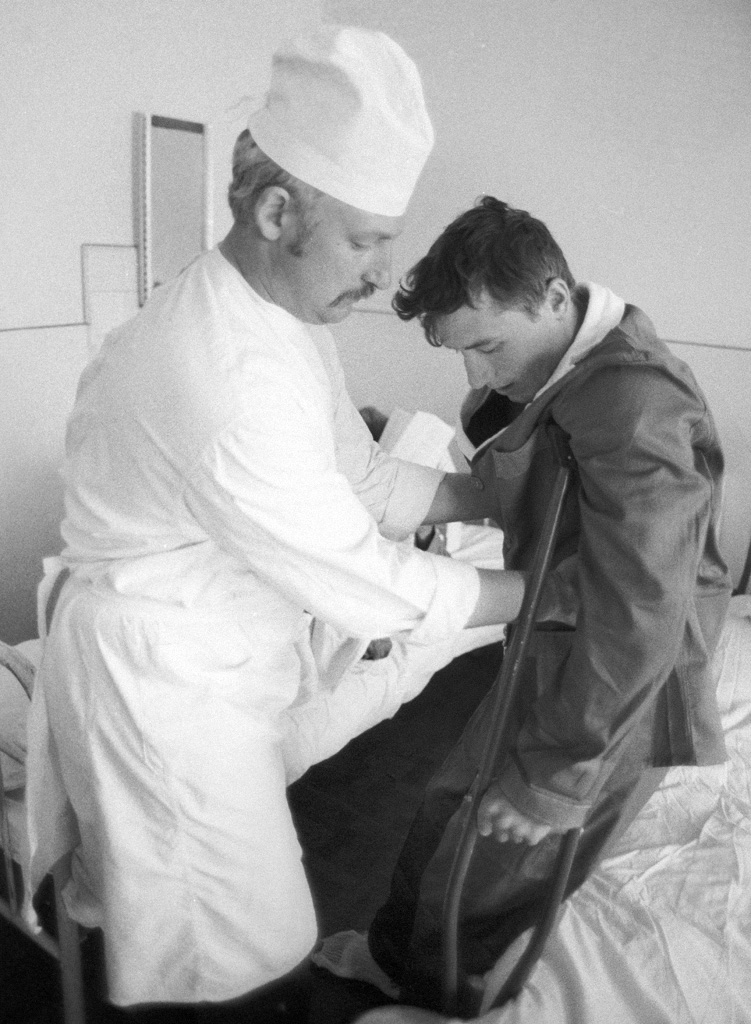
Военный врач оказывает помощь советскому солдату в Афганистане, 10 мая 1988 года

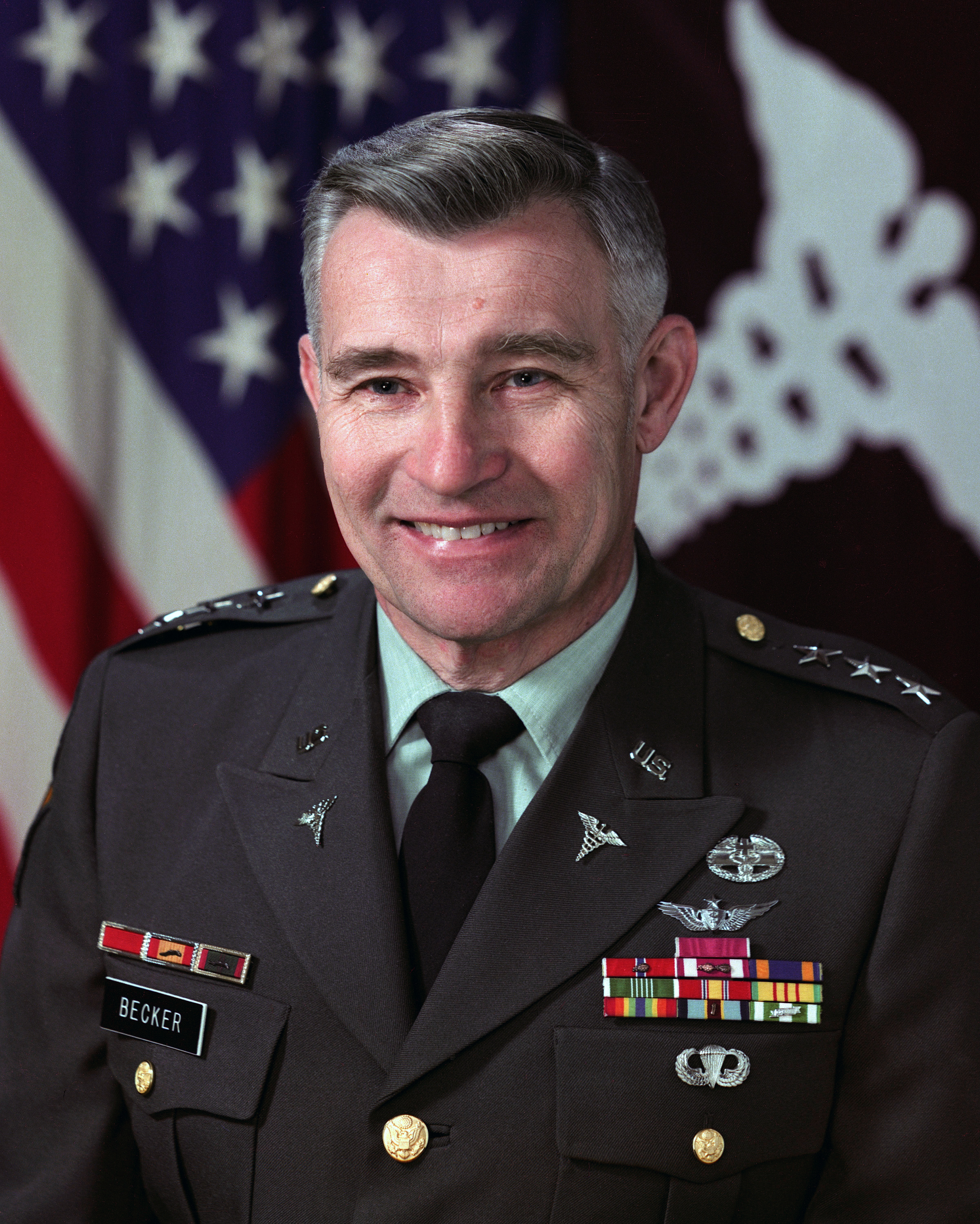
Генерал-лейтенант армии США Quinn H. Becker, главный хирург армии США в 1985—1988 гг.

Общее понятие «военный врач» не следует путать с воинским званием «военврач», существовавшим в Красной Армии в период 1935—1943 годов.

## Статус военных врачей
Уже первая Женевская конвенция в 1864 году закрепила особый нейтральный статус медицинского персонала, обозначив их обязанностью выполнение «исключительно медицинских» функций и оказание «беспристрастной» медицинской помощи всем жертвам войны и вооружённых конфликтов:

- Ст. 1. Походные лазареты и военные госпитали будут признаваться нейтральными и на этом основании почитаться неприкосновенными и пользоваться покровительством воюющих сторон во все время, пока в них будут находиться больные или раненые.
- Ст. 2. Право нейтральности будет распространяться на личный состав госпиталей и походных лазаретов, включая части интендантскую, врачебную, административную и перевозочную для раненых, а также включая священнослужителей, когда он будет в действии и пока будут оставаться раненые, коих требуется подобрать или оказать им помощь.
- Ст. 7. Для госпиталей и походных лазаретов и при очищении таковых будет принят особый, для всех одинаковый, флаг. Он должен, во всех случаях, быть постановлен вместе с флагом национальным. Равным образом для лиц, состоящих под защитою нейтралитета, будет допущено употребление особого знака на рукаве; но выдача оного будет предоставлена военному начальству. Флаг и знак на рукаве будут белые с изображением красного креста.

## Военные врачи в древности
Ещё у древних греков при войсках были особые врачи. Одни из них занимались лечением исключительно внутренних болезней, другие хирургических (само старое название врача означало «извлекающий стрелы»). Врачи составляли неизменную принадлежность войска; их мнение спрашивали при устройстве лагеря. Образование они получали в духовных и светских медицинских школах.
В первые века существования Рима медицина носит черты доисторического периода при лечении болезней применяются заклинания, изгнание духов и различные суеверные схемы. Во время войны против эпидемии в войсках назначаются молитвы, жрецы проделывают различные религиозные церемонии. Полученные во время сражений повреждения солдаты лечат друг у друга или пользуются услугами случайных врачей. Постоянных военных врачей не имеется, так как нет постоянного войска. Со временем римское войско становится постоянным и при нём появляются военные врачи, разделённые на разряды. Каждая значительная войсковая единица, каждый военный корабль имел своего врача или своих врачей. Представителями врачебного сословия почти исключительно были греки, применявшие усвоенную ими научную греческую медицину.
В Византийской империи при войсках также были постоянные врачи, подобно римским, они делились на разряды и были подчинены главному медицинскому инспектору.
После падения Римской империи постоянных врачей для лечения солдат не было до XI века, также отсутствовали больницы. Впервые лечебницы стали устраивать в Италии для возвращавшихся крестоносцев. Большие итальянские города также имели свои войска и для них начали нанимать врачей и строить лазареты во Флоренции, Болонье и других местах. Скоро и в других государствах городские магистраты (в Париже, Вене) ввели у себя подобные учреждения; их примеру последовали феодальные князья и короли. Однако врачей в войсках было очень мало.

## Военные врачи в новое время
После появления огнестрельного оружия число повреждений на войне резко увеличилось. Военные увидели, что ранения часто влекут за собою смерть; ничтожная на вид рана приводит к обширному воспалению. Для всех необходимость во врачах стала очевидной, и, начиная с XIV века в каждом большом отряде имеются цирюльники, фельдшера с помощниками и особые хирурги и врачи. Для больных военнослужащих устраиваются больницы и аптеки. Врачи ещё не лечили хирургических болезней, а хирурги были немногим лучше цирюльников. Врачей, которые были бы одинаково хорошо знакомы с внутренней медициной и хирургией начали выпускать медицинские училища лишь в XVIII столетии.
Для армии и флота всегда требовались врачи, всесторонне образованные, и притом хорошие хирурги. В военно-медицинских школах XVIII века впервые происходит полное соединение медицины и хирургии; все большие отрасли медицины считаются равноправными и преподаются с возможной полнотой.

## Военные врачи в Российской Империи
Во времена Российской империи военные врачи относились к военным чиновникам.

### Знаки различия медиков Военного ведомства

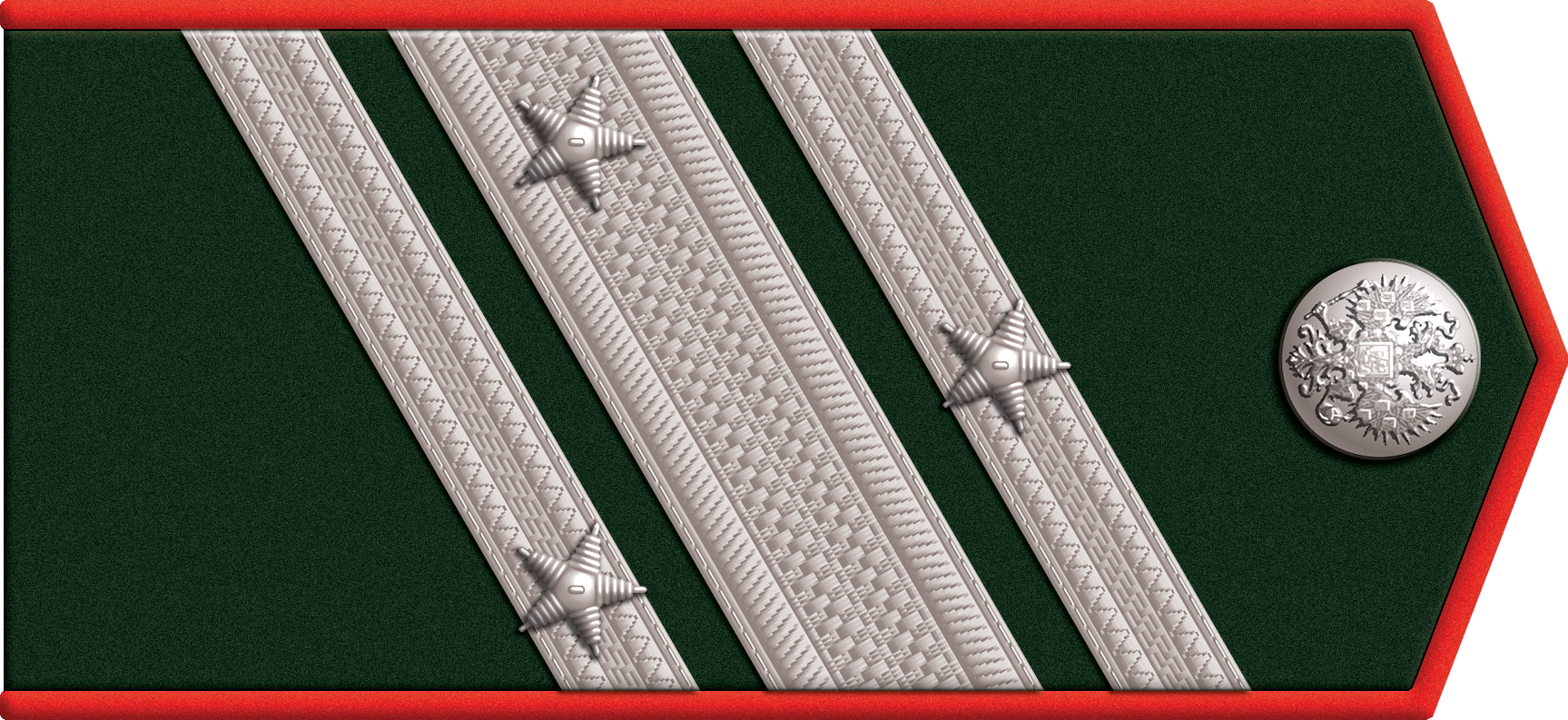
Врач гвардейских войск, 1861–1867 гг., Надво́рный сове́тник (соответствовал чинам подполковника в армии, войскового старшины у казаков и капитана II ранга).

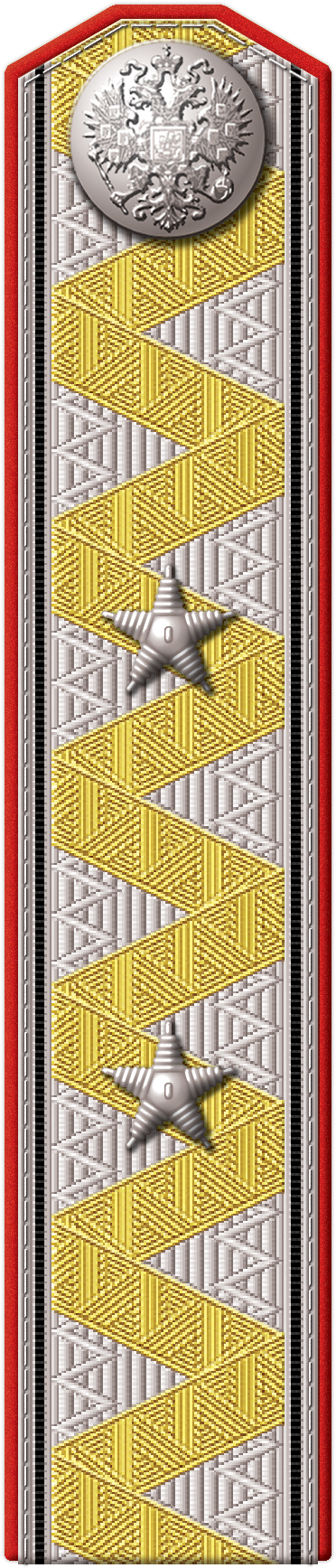
Отставной военный врач, Действительный статский советник, 1902–1908 гг.
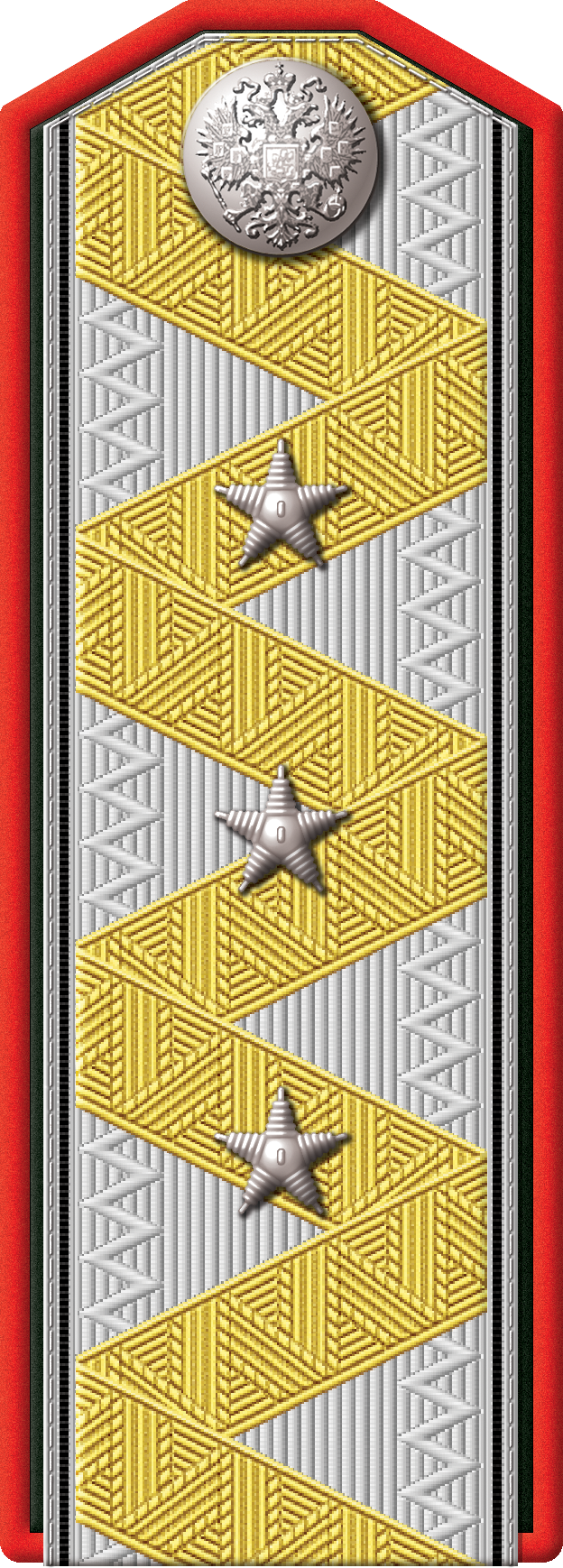
Отставной военный врач, Тайный советник, 1908–1917 гг.
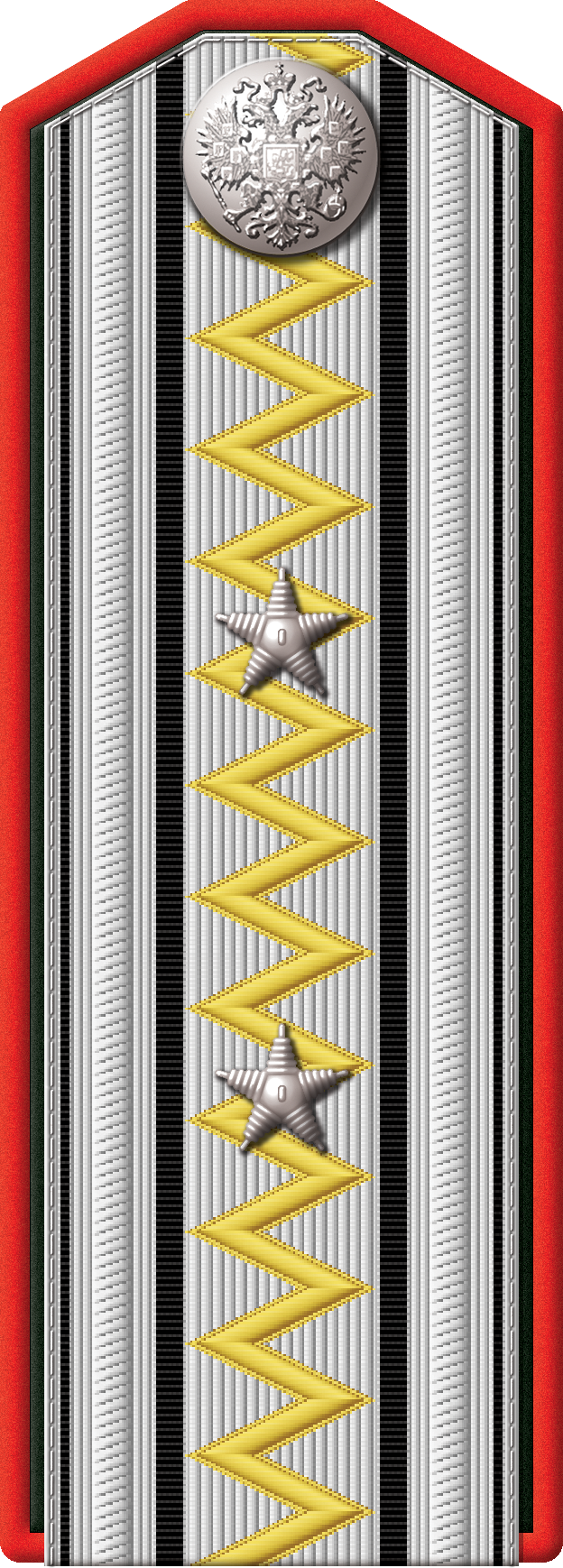
Отставной военный врач, Коллежский асессор, 1908–1917 гг.

| Квалификация               | Врачи | Врачи | Врачи | Врачи, фармацевты и лекарские помощники (IX и VIII классов)                                                   | Врачи, фармацевты и лекарские помощники (IX и VIII классов)                                                   | Врачи, фармацевты и лекарские помощники (IX и VIII классов)                                                   | Врачи, фармацевты и лекарские помощники (IX и VIII классов)                                                   | Врачи, фармацевты и лекарские помощники (IX и VIII классов)                                                   | Фармацевты, лекарские помощники и классные фельдшеры                                                          | Фармацевты, лекарские помощники и классные фельдшеры                                                          | Фармацевты, лекарские помощники и классные фельдшеры                                                          | |
| Описание                   | Знаки различия медиков Военного ведомства 1861—1867 гг., (в период 1867—1908 гг. — врачей военного ведомства) | Знаки различия медиков Военного ведомства 1861—1867 гг., (в период 1867—1908 гг. — врачей военного ведомства) | Знаки различия медиков Военного ведомства 1861—1867 гг., (в период 1867—1908 гг. — врачей военного ведомства) | Знаки различия медиков Военного ведомства 1861—1867 гг., (в период 1867—1908 гг. — врачей военного ведомства) | Знаки различия медиков Военного ведомства 1861—1867 гг., (в период 1867—1908 гг. — врачей военного ведомства) | Знаки различия медиков Военного ведомства 1861—1867 гг., (в период 1867—1908 гг. — врачей военного ведомства) | Знаки различия медиков Военного ведомства 1861—1867 гг., (в период 1867—1908 гг. — врачей военного ведомства) | Знаки различия медиков Военного ведомства 1861—1867 гг., (в период 1867—1908 гг. — врачей военного ведомства) | Знаки различия медиков Военного ведомства 1861—1867 гг., (в период 1867—1908 гг. — врачей военного ведомства) | Знаки различия медиков Военного ведомства 1861—1867 гг., (в период 1867—1908 гг. — врачей военного ведомства) | Знаки различия медиков Военного ведомства 1861—1867 гг., (в период 1867—1908 гг. — врачей военного ведомства) | Знаки различия медиков Военного ведомства 1861—1867 гг., (в период 1867—1908 гг. — врачей военного ведомства) |
| Эполеты (1865—1908)        | | | | | | | | | | | | |
| -------------------------- | --- | --- | --- | --- | --- | --- | --- | --- | --- | --- | --- | --- |
| Эполеты (1865—1908)        | [ Прим 1 ] | | | | [ Прим 2 ] | [ Прим 2 ] | [ Прим 2 ] | [ Прим 2 ] | [ Прим 3 ] | [ Прим 3 ] | [ Прим 3 ] | |
| Описание                   | Знаки различия медицинских чинов по состоянию на 1867—1904 гг.                                                | Знаки различия медицинских чинов по состоянию на 1867—1904 гг.                                                | Знаки различия медицинских чинов по состоянию на 1867—1904 гг.                                                | Знаки различия медицинских чинов по состоянию на 1867—1904 гг.                                                | Знаки различия медицинских чинов по состоянию на 1867—1904 гг.                                                | Знаки различия медицинских чинов по состоянию на 1867—1904 гг.                                                | Знаки различия медицинских чинов по состоянию на 1867—1904 гг.                                                | Знаки различия медицинских чинов по состоянию на 1867—1904 гг.                                                | Знаки различия медицинских чинов по состоянию на 1867—1904 гг.                                                | Знаки различия медицинских чинов по состоянию на 1867—1904 гг.                                                | Знаки различия медицинских чинов по состоянию на 1867—1904 гг.                                                | Знаки различия медицинских чинов по состоянию на 1867—1904 гг.                                                |
| Погоны (1867—1904)         | | | | | | | | | | | | |
|                            | | | | | | | | | | | | |
| Описание                   | Знаки различия медицинских чинов по состоянию на 1904—1917 гг., с 1908 г. кроме врачей                        | Знаки различия медицинских чинов по состоянию на 1904—1917 гг., с 1908 г. кроме врачей                        | Знаки различия медицинских чинов по состоянию на 1904—1917 гг., с 1908 г. кроме врачей                        | Знаки различия медицинских чинов по состоянию на 1904—1917 гг., с 1908 г. кроме врачей                        | Знаки различия медицинских чинов по состоянию на 1904—1917 гг., с 1908 г. кроме врачей                        | Знаки различия медицинских чинов по состоянию на 1904—1917 гг., с 1908 г. кроме врачей                        | Знаки различия медицинских чинов по состоянию на 1904—1917 гг., с 1908 г. кроме врачей                        | Знаки различия медицинских чинов по состоянию на 1904—1917 гг., с 1908 г. кроме врачей                        | Знаки различия медицинских чинов по состоянию на 1904—1917 гг., с 1908 г. кроме врачей                        | Знаки различия медицинских чинов по состоянию на 1904—1917 гг., с 1908 г. кроме врачей                        | Знаки различия медицинских чинов по состоянию на 1904—1917 гг., с 1908 г. кроме врачей                        | Знаки различия медицинских чинов по состоянию на 1904—1917 гг., с 1908 г. кроме врачей                        |
| Погоны (1904—1917)         | | | | | | | | | | | | |
| [ Прим 4 ] [ Прим 5 ]      | [ Прим 6 ] [ Прим 7 ]                                                                                         | [ Прим 8 ] | | | | | | | | | | |
| Описание                   | Знаки различия врачей военного ведомства по состоянию на 1908—1917 гг.                                        | Знаки различия врачей военного ведомства по состоянию на 1908—1917 гг.                                        | Знаки различия врачей военного ведомства по состоянию на 1908—1917 гг.                                        | Знаки различия врачей военного ведомства по состоянию на 1908—1917 гг.                                        | Знаки различия врачей военного ведомства по состоянию на 1908—1917 гг.                                        | Знаки различия врачей военного ведомства по состоянию на 1908—1917 гг.                                        | Знаки различия врачей военного ведомства по состоянию на 1908—1917 гг.                                        | Знаки различия врачей военного ведомства по состоянию на 1908—1917 гг.                                        | | | | |
| Погоны (1908—1917)         | | | | | | | | | | | | |
|                            | [ Прим 9 ] [ Прим 10 ] [ Прим 11 ]                                                                            | [ Прим 12 ] [ Прим 13 ]                                                                                       | | [ Прим 14 ]                                                                                                   | [ Прим 15 ]                                                                                                   | | | | | | | |
| Класс по «Табели о рангах» | II | III | IV | V | VI | VII | VIII | IX | X | XII | XIV | |
| Наименование чина          | Действительный тайный советник                                                                                | Тайный советник                                                                                               | Действительный статский советник                                                                              | Статский советник                                                                                             | Коллежский советник                                                                                           | Надворный советник                                                                                            | Коллежский асессор                                                                                            | Титулярный советник                                                                                           | Коллежский секретарь                                                                                          | Губернский секретарь                                                                                          | Коллежский регистратор                                                                                        | |
| Тип погон                  | Генеральские                                                                                                  | Генеральские                                                                                                  | Генеральские                                                                                                  | Генеральские                                                                                                  | Штаб-офицерские                                                                                               | Штаб-офицерские                                                                                               | Штаб-офицерские                                                                                               | Обер-офицерские                                                                                               | Обер-офицерские                                                                                               | Обер-офицерские                                                                                               | Обер-офицерские                                                                                               | |

Другие виды знаков различия:
- Врач гвардейских войск, 1861–1867 гг., Надво́рный сове́тник (соответствовал чинам подполковника в армии, войскового старшины у казаков и капитана II ранга)[3].

Военные врачи в отставке:
- Отставной военный врач, Действительный статский советник, 1902–1908 гг.[4]
- Отставной военный врач, Тайный советник, 1908–1917 гг.[5]
- Отставной военный врач, Коллежский асессор, 1908–1917 гг.[5]

### Знаки различия медиков Морского ведомства
| Эполеты врачей (1893—1904 гг.)                                     |                         |                                  |                   |                     |                    |                    |                     |                      |                      |                        |     |
| Погоны медицинских чинов (1893-1904гг)                             | [ Прим 16 ] [ Прим 17 ] |                                  | [ Прим 18 ]       |                     |                    |                    |                     |                      |                      |                        |     |
|                                                                    |                         |                                  |                   |                     |                    |                    |                     |                      |                      |                        |     |
| Эполеты врачей (1904—1917 гг.)                                     |                         |                                  |                   |                     |                    |                    |                     |                      |                      |                        |     |
| Погоны медицинских чинов (1904—1917 гг.) (с 1908 г.- кроме врачей) | [ Прим 16 ] [ Прим 17 ] |                                  |                   |                     |                    |                    |                     |                      |                      |                        |     |
| Погоны врачей (1908—1917 гг.)                                      |                         | [ Прим 19 ]                      |                   |                     | [ Прим 20 ]        |                    |                     |                      |                      |                        |     |
| Чин, звание                                                        |                         |                                  |                   |                     |                    |                    |                     |                      |                      |                        |     |
| Действительный тайный советник                                     | Тайный советник         | Действительный статский советник | Статский советник | Коллежский советник | Надворный советник | Коллежский асессор | Титулярный советник | Коллежский секретарь | Губернский секретарь | Коллежский регистратор |     |
| Класс                                                              | II                      | III                              | IV                | V                   | VI                 | VII                | VIII                | IX                   | X                    | XII                    | XIV |

Другие виды знаков различия:

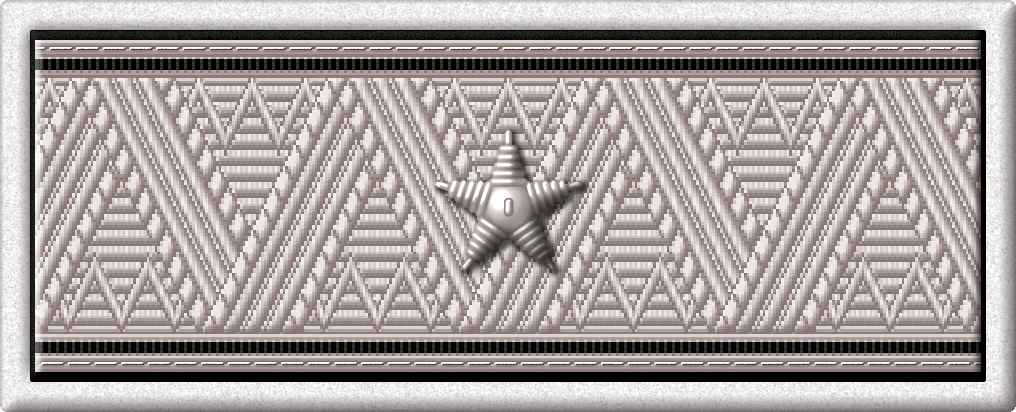
Поперечный погон отставного морского врача, статского советника образца 1902–1904 годов[4].

Погоны нижних чинов состоянию на 1904—1917 гг.:
| Категория чина(звания)   | Нижние чины                                      | Нижние чины                                      | Нижние чины         | Нижние чины         | Нижние чины     | Нижние чины  |
| Категория чина(звания)   | фельдшеры                                        | фельдшеры                                        | фельдшеры           | фельдшеры           | Санитары        | Санитары     |
| ------------------------ | ------------------------------------------------ | ------------------------------------------------ | ------------------- | ------------------- | --------------- | ------------ |
| Погоны / нарукавный знак | Старший фельдшер, с 1915 г. санитарный кондуктор | Старший фельдшер, с 1915 г. санитарный кондуктор | Фельдшер 1-й статьи | Фельдшер 2-й статьи | Санитар         | Санитар      |
| Погоны / нарукавный знак |                                                  |                                                  |                     |                     | нарукавный знак |              |
| Погоны / нарукавный знак | (1904—1913 г.)                                   | (1913—1917 г.)                                   | (1906—1917 г.)      | (1906—1917 г.)      | (1906—1917 г.)  | (обр. 1906г) |

## Подготовка военных врачей в России при Петре I
Пётр I задался целью обеспечить русские войска в ходе боевых действий необходимым числом русских врачей (лекарей). Для этого было необходимо иметь постоянный источник, откуда выпускались бы врачи, и Пётр основал первую врачебную школу на 50 учеников в Москве и при ней первый в России военный госпиталь (ныне Главный военный клинический госпиталь имени Н. Н. Бурденко), который начали строить в 1706 году, а закончили в 1707 году. Во главе был поставлен энергичный и всесторонне образованный врач Николай Бидлоо:

…За Яузой рекою против Немецкой слободы, в пристойном месте, для лечения болящих людей. А у того лечения быть доктору Николаю Бидлоо, да двум лекарям, Андрею Репкину, а другому — кто прислан будет; да из иноземцев и из русских, изо всяких чинов людей, — набрать для аптекарской науки 50 человек; а на строение и на покупку лекарств и на всякие к тому дела принадлежащие вещи, и доктору, и лекарям, и ученикам на жалованье деньги держать в расход из сборов Монастырского приказа.

Уже в начале XX века в 1907 году «Московский листок» писал: «До этого времени все на Руси — от холопа до думного боярина лечились только у знахарей, а наезжавшие временами иностранные врачи пользовались вниманием только при Дворе, да и то к ним относились с недоверием и подозрительностью…Великий Пётр решил создать свою русскую больницу, которая была бы не только местом врачевания, но и первой школой для русских врачей».
В этот период надолго устанавливается связь врачебного сословия с духовным: сыновья служителей церкви пополняют ряды военных врачей. Случилось это так: госпиталь и училище при нём находились в ведении Синода, и, когда появилась потребность в учениках для новой школы, Синод указал на источник, откуда могли набираться будущие врачи — греко-латинские училища. Из них отобрали требуемое число учеников для госпиталя, позже ученики присылались из духовных семинарий.
По образцу московской были основаны школы в Петербурге и Кронштадте. В 1715 году на набережной Выборгской стороны был открыт большой сухопутный госпиталь; в 1719 году около него возник адмиралтейский госпиталь, а в 1720 году основан подобный же госпиталь в Кронштадте. Все эти больницы были названы генеральными и при них предполагалось устроить врачебные школы, что было исполнено только после смерти Петра в 1733 году, когда были основаны хирургические училища в Петербурге при сухопутном и адмиралтейском госпиталях и в Кронштадте. В первых двух было предположено иметь 20 учеников и 10 подлекарей, а в третьем 15 учеников и 8 подлекарей.

## Военно-медицинская академия

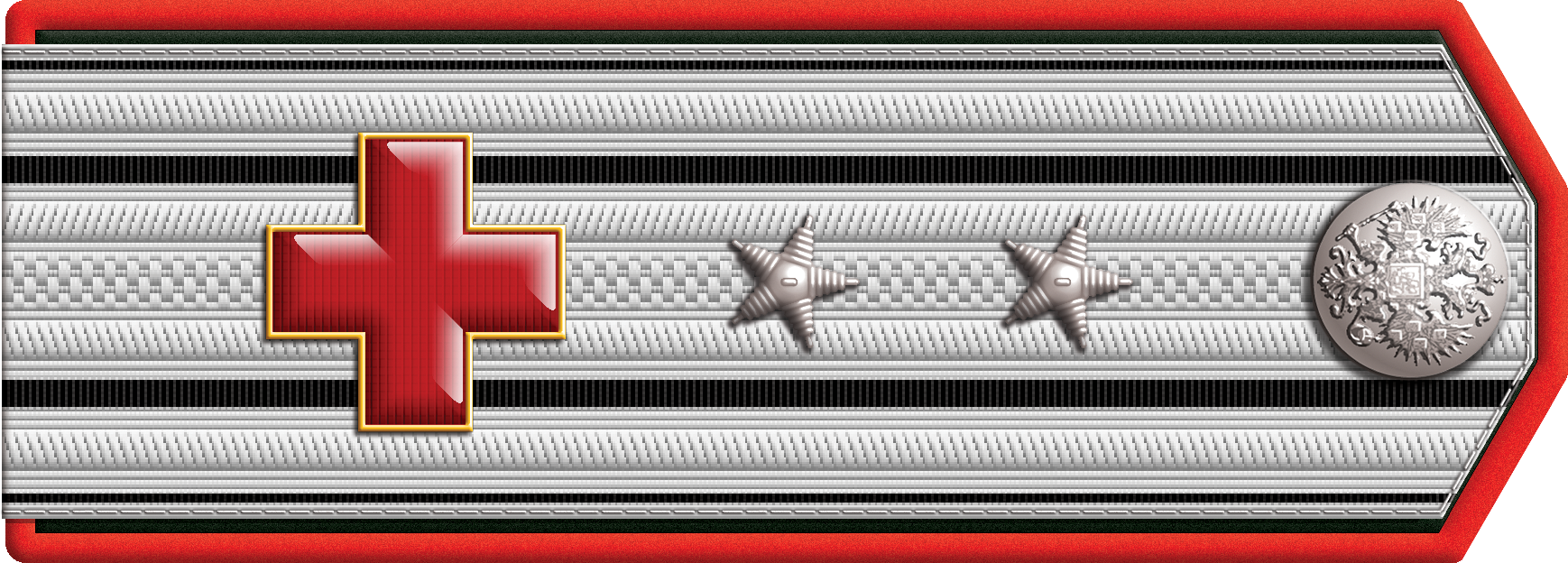
Погон военного врача РОКК, в чине коллежского асессора, 1915—1917 гг

Коренная реформа в подготовке военных врачей произошла с образованием по указу Павла I Петербургской медико-хирургической академии (с 1881 года — Военно-медицинская академия).
В 1808 году императором Александром I академия была возведена в ранг «первых учебных заведений Империи»: она получила права Академии наук, ей разрешено избирать своих академиков, и она стала именоваться Императорской медико-хирургической академией.

## Военные врачи в Красной Армии

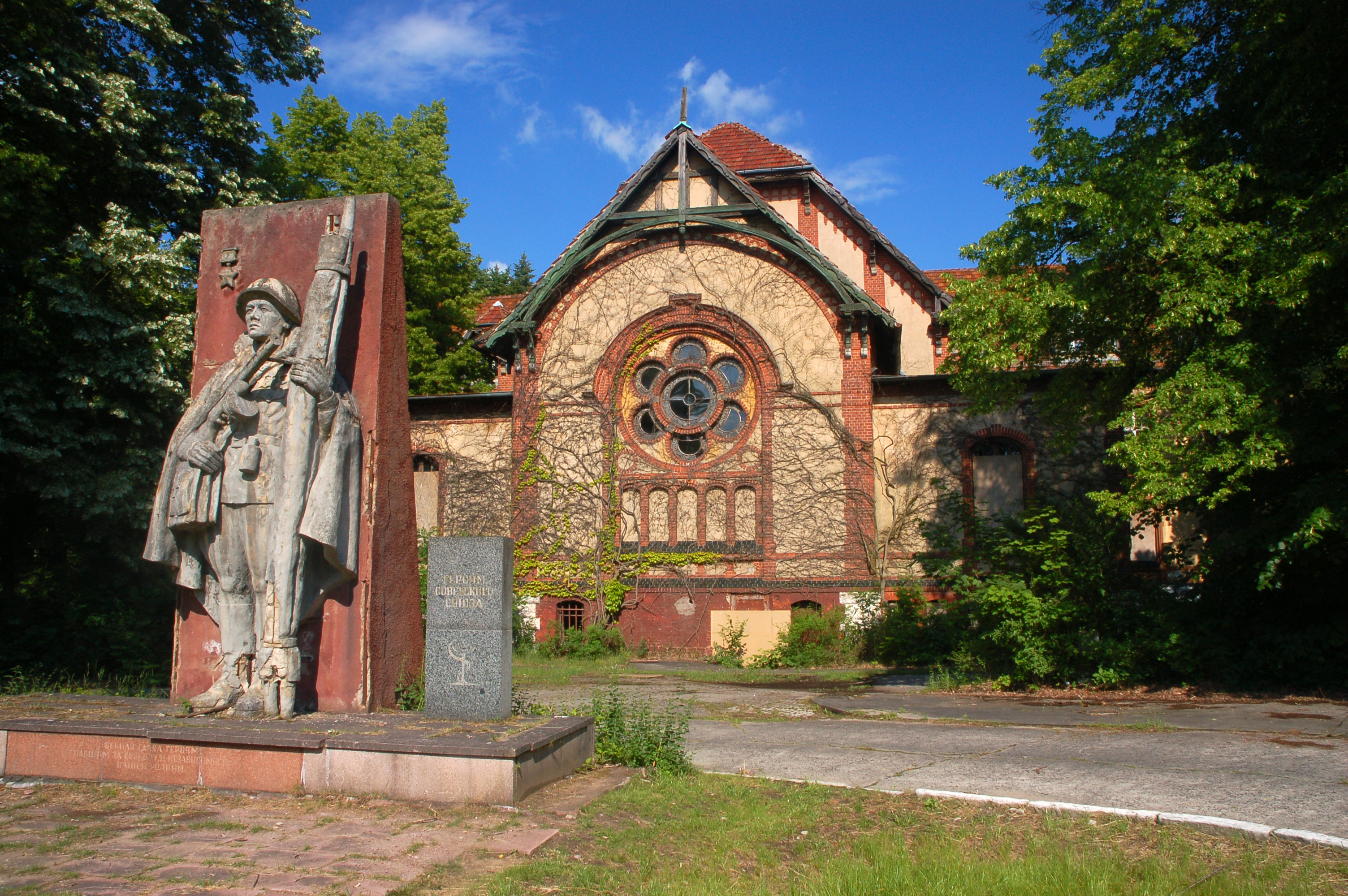
Памятник военным медикам — Героям Советского Союза возле бывшего Главного госпиталя ГСВГ в Белице (Германия)

Памятник военным медикам и медикам госпиталей периода Великой Отечественной войны в Кисловодске.

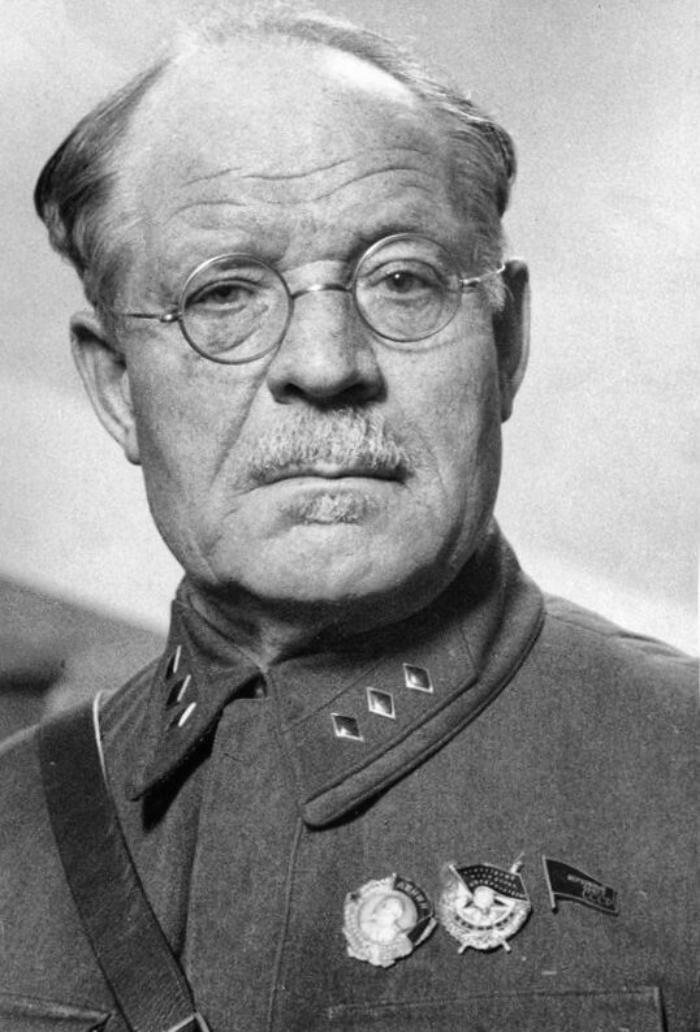
Корврач Н. Н. Бурденко, главный хирург Красной Армии, 1942 год

Памятник подвигу медиков в годы Великой Отечественной войны в Тамбове

По постановлению ЦИК и СНК СССР от 22 сентября 1935 года были установлены следующие звания для военно-медицинского состава (фельдшеров и врачей):
- Военфельдшер
- Старший военфельдшер
- Военврач 3-го ранга
- Военврач 2-го ранга
- Военврач 1-го ранга
- Бригврач
- Дивврач
- Корврач
- Армврач

При поступлении или призыве в армию лицам, имеющим высшее медицинское образование, присваивалось звание «Военврач 3-го ранга» (в 1935—1942 годах — эквивалент звания капитана / капитан-лейтенанта). Армврач приравнивался в 1935—1940 годах к командарму 2 ранга / флагману флота 2 ранга, в 1940—1942 года соответственно к генерал-полковнику береговой службы / адмиралу. Постановлениями ГКО СССР № 2685 от 02.01.1943 г. «О введении персональных воинских званий военно-медицинскому и военно-ветеринарному составу Красной Армии» и № 2890 от 14.02.1943 г. «Об установлении персональных воинских званий для интендантского, медицинского, ветеринарного, административного и юридического состава ВМФ» воинское звание «военврач» и производные его упраздняются, вводятся для офицеров военно-медицинской службы РККА И ВМФ воинские звания:
- младший лейтенант медицинской службы
- лейтенант медицинской службы
- старший лейтенант медицинской службы
- капитан медицинской службы
- майор медицинской службы
- подполковник медицинской службы
- полковник медицинской службы
- генерал-майор медицинской службы
- генерал-лейтенант медицинской службы
- генерал-полковник медицинской службы

Эти звания сохранялись и в Советской Армии. С 1972 года с введением воинского звания прапорщик, фельдшерам присваивались воинские звания прапорщик, с возможностью дослужиться до капитана медицинской службы. Первичное воинское звание врача — лейтенант медицинской службы.
В Вооружённых Силах России сохранились такие же звания как и в Советской Армии. В ходе военных реформ, вначале с добровольностью посещения военных кафедр медицинских вузов, в дальнейшем с ликвидацией самих кафедр — фельдшерам и врачам не закончившим военно-медицинские вузы или не обучавшимся на военных кафедрах (не имеющие военно-медицинской подготовки в ссузе фельдшерам) присваиваются первичные воинские звания рядовой (в случае прохождения военной службы по призыву, до поступления на учёбу в гражданское медицинское учебное заведение, остаётся присвоенное в ходе него воинское звание).